# Карельский вал
Каре́льский вал, также ВТ-линия (фин. VT-linja, Vammelsuun-Taipaleen Linja, швед. VT-linjen, Vammelsuun-Taipalelinjen) — комплекс оборонительных сооружений на Карельском перешейке, построенный Финляндией в 1942—1944 годах. Линия шла от Ваммелсуу (ныне Серово) через Куутерселькя (ныне Лебяжье) и Кивеннапа (ныне Первомайское) вдоль реки Бурной до Тайпале (ныне Соловьёво). Пересекала железную дорогу Санкт-Петербург — Выборг возле Сахакюля (ныне Мухино, платформа 63-й километр), а железную дорогу Санкт-Петербург — Хийтола в районе нынешнего о.п. Никитино (ранее 69-й км).
Оборона Карельского вала была прорвана советскими войсками в ходе Выборгско-Петрозаводской операции в районе посёлка Куутерселькя (ныне Лебяжье Выборгского района Ленинградской области) за трое суток 12—15 июня 1944 года.
В 2014 году на месте бывших укреплений финской оборонительной линии ВТ в районе посёлка Лебяжье состоялось торжественное открытие исторического района «Куутерселькя 1944», представляющий собой музей под открытым небом.

## Строительство
Оборонительная линия ВТ строилась финнами через весь Карельский перешеек в течение трёх лет, в 1942—1944 годах. Название ВТ происходит от названий конечных населённых пунктов: Ваммелсуу — Тайпале (ныне Серово и Соловьёво, соответственно). От Ваммелсуу линия шла через Куутерселькя (ныне Лебяжье) и Кивеннапа (ныне Первомайское) вдоль реки Бурной и до Тайпале. Пересекала железную дорогу Санкт-Петербург — Выборг возле Сахакюля (ныне Мухино, платформа 63-й километр), а железную дорогу Санкт-Петербург — Хийтола в районе нынешнего о.п. Никитино (ранее 69-й км). Однако полностью завершить оборонительное строительство на Карельском перешейке к июню 1944 года финнам не удалось.
Линия была оборудована траншеями, дотами и противотанковыми надолбами.
В июне 1944 года линия ВТ находилась во второй полосе финской обороны, первая полоса обороны проходила по линии фронта, установившейся осенью 1941 года на расстоянии 20-30 километров.

## Штурм
Для проведения операции на Карельском перешейке Ставка ВГК значительно усилила Ленинградский фронт (командующий — генерал армии, с 18 июня 1944 маршал Л. А. Говоров). С учётом мощи обороны финских войск, фронту были переданы две артиллерийские дивизии прорыва, пушечная артиллерийская бригада, 5 дивизионов артиллерии особой мощности (калибра 280 и 305 мм), две танковые бригады, 7 полков самоходной артиллерии, стрелковый корпус и 2 стрелковые дивизии. Кроме того, на Карельский перешеек была передислоцирована 21-я армия (генерал-полковник Д. Н. Гусев). Помимо 21-й армии, которой отводилась основная роль, в наступлении предстояло участвовать также 23-й армии (командующий генерал-лейтенант А. И. Черепанов, с 3 июля 1944 года — генерал-лейтенант В. И. Швецов). Кроме того, для развития возможного успеха значительные силы были сосредоточены в резерве фронта. Содействовать наступлению должны были силы Балтийского флота (командующий — адмирал В. Ф. Трибуц) и Ладожской военной флотилии (командующий — контр-адмирал В. С. Чероков), а поддержку с воздуха осуществлять 13-я воздушная армия (командующий — генерал-лейтенант авиации С. Д. Рыбальченко).
Всего на Карельском перешейке было сосредоточено 260 000 солдат и офицеров (по другим данным 188 800 человек), около 7500 орудий и 630 танков. Советские войска имели значительное превосходство над противником: по пехоте — в 1,5—2 раза, а по боевой технике в 3—7 раз.
Советским войскам на Карельском перешейке противостояли основные силы финской армии, которые занимали глубокоэшелонированную и хорошо подготовленную систему обороны «Карельский вал», состоявший из нескольких полос укреплений от Финского залива до и вдоль Вуоксинской водной системы.
На Карельском перешейке находились части 3-го (командующий — генерал-лейтенант Я. Сииласвуо) и 4-го (командующий — генерал Т. Лаатикайнен) армейских корпусов, а также резерв прямого подчинения верховному командующему маршалу К. Г. Маннергейму — всего около 70000 человек, около 1000 орудий и миномётов, а также примерно 100 танков и САУ. Линию ВТ занимали 3-я, 18-я дивизии и кавалерийская бригада. В оперативном резерве в районе Выборга находилась танковая дивизия генерала Р. Лагуса.
В течение 9—11 июня 1944 года советские войска прорвали первую полосу обороны и к 12 июня вышли к Карельскому валу. Утром 14 июня части 21-й армии, после массированной артподготовки и авиационного удара, начали операцию по прорыву второй линии обороны противника. Соединения 109-го стрелкового корпуса, наступающего вдоль Выборгской железной дороги, в результате ожесточённого многочасового боя при поддержке 1-й Краснознамённой танковой бригады овладели мощным узлом обороны Куутерселькя, а затем — опорным пунктом Мустамяки. Однако полностью прорвать вторую линию обороны противника не удалось. Финские войска оказывали ожесточённое сопротивление и неоднократно переходили в контратаки. Так, в районе Куутерселькя финские войска силами нескольких пехотных батальонов при поддержке самоходных орудий StuG III ночью перешли в контратаку и, захватив врасплох, сумели уничтожить значительное количество советских танков. Части 72-й стрелковой дивизии сумели задержать продвижение противника, и вскоре под напором советских войск финны были вынуждены отступить на исходные позиции, потеряв убитыми около 100 человек, а также 5 самоходок. По финским данным, силами батальона штурмовых орудий было уничтожено либо повреждено 13 советских танков (см. подробнее Контрудар под Куутерселькя).
Весь день части 108-го стрелкового корпуса вели ожесточённый бой, действуя вдоль Приморского шоссе и железной дороги, ведущей к Выборгу. К концу дня частям корпуса при поддержке танковых и самоходно-артиллерийских полков удалось овладеть мощнейшим узлом сопротивления посёлком Мятсякюля и тем самым прорвать вторую полосу обороны противника. В образовавшийся прорыв командование армии ввело 110-й стрелковый корпус из второго эшелона. Этот манёвр поставил под угрозу окружения финские войска, которые продолжали сопротивление в районе юго-западнее Ванхасаха. Финские войска, потеряв надежду удержать вторую линию обороны, начали отступление к третьей линии.
Одновременно развивалось наступление 23-й армии, части которой 14-15 июня полностью преодолели первую полосу обороны противника, вышли к второй полосе и на некоторых участках прорвали её. Особенно ожесточённые бои с переменным успехом развернулись в районе Сийранмяки, где 4-я финская пехотная дивизия противостояла частям 98-го и 115-го стрелковых корпусов.
В течение 15—18 июня стрелковые корпуса 21-й армии, преследуя отступающего противника, продвинулись вперёд на 40-45 километров и вышли к третьей линии обороны противника. Таким образом, финская линия обороны Карельский вал была прорвана за трое суток. В результате всей Выборгской операции финские войска были окончательно отброшены от Ленинграда. Финские войска потерпели тяжёлое поражение.

## Современное состояние
Все сооружения оборонительной линии были сильно разрушены в ходе боёв июня 1944 года, поэтому не сохранились. В послевоенные годы местность заросла лесом, а потом частично была застроена дачными участками и садоводческими хозяйствами. На отдельных участках бывшей линии обороны всё ещё заметна сохранившаяся система траншей, надолбов и шарообразных бетонных укрытий, а также находятся многочисленные следы боёв: винтовочные, автоматные и артиллерийские гильзы, пулемётные ленты.
12 июня 2014 года в районе посёлка Лебяжье (бывшее финское село Куутерселькя) состоялось торжественное открытие исторического района «Куутерселькя 1944», который представляет собой музей под открытым небом. Над проектом по созданию мемориальной зоны работали представители поискового отряда «Озёрный» совместно с волонтёрами мемориально-исторического района и администрация Рощинского поселения. В мемориальной зоне вырыты и укреплены траншеи, имитирующие укрепления финской оборонительной линии, установлены информационные стенды с описанием проходивших здесь боёв (вся информация представлена на русском и на финском языках), насыпаны дорожки. На территории мемориальной зоны находится место гибели танкового экипажа Т-60 1-й Краснознамённой танковой бригады лейтенанта Н. А. Фатеева и старшего сержанта Ю. Л. Харитонского, рядом с которым у шоссе установлен памятный знак. На церемонии открытия памятного знака присутствовали родственники Ю. Л. Харитонского. Также в мемориальной зоне установлен стенд с историей финского медбрата Сетти Херманни Маннинена, который погиб в этих местах в июне 1944 года, а в 2010-х годах его тело было найдено и опознано.
- Остатки траншей на бывшей оборонительной линии ВТ в районе посёлка Лебяжье
- Исторический район «Куутерселькя 1944» на финской оборонительной линии ВТ
- Фрагменты колючей проволоки, исторический район «Куутерселькя 1944»

- Разрушенное сферическое убежище на 9 человек
- Памятный знак рядом с местом гибели экипажа Н. А. Фатеева и Ю. Л. Харитонского